# Jakub Kryštof Rybnický
Jakub Kryštof Rybnický z Chřenovice (* 1583 in Raudnitz an der Elbe, Leitmeritzer Kreis; † 2. August 1639 in Regensburg, Hochstift Regensburg) war ein böhmischer Komponist.

## Leben
Rybnický trat 1627 in das Kloster Kladruby ein, dessen 40. Abt er 1635 wurde. Von seinen Werken (es sollen mehrere Messen und andere kirchenmusikalische Werke gewesen sein), ist nur die Missa concertata super Exultabo Domine erhalten, die als ältestes tschechisches Werk im konzertanten Stil gilt.